# قلعه کهنه (شعبجره)

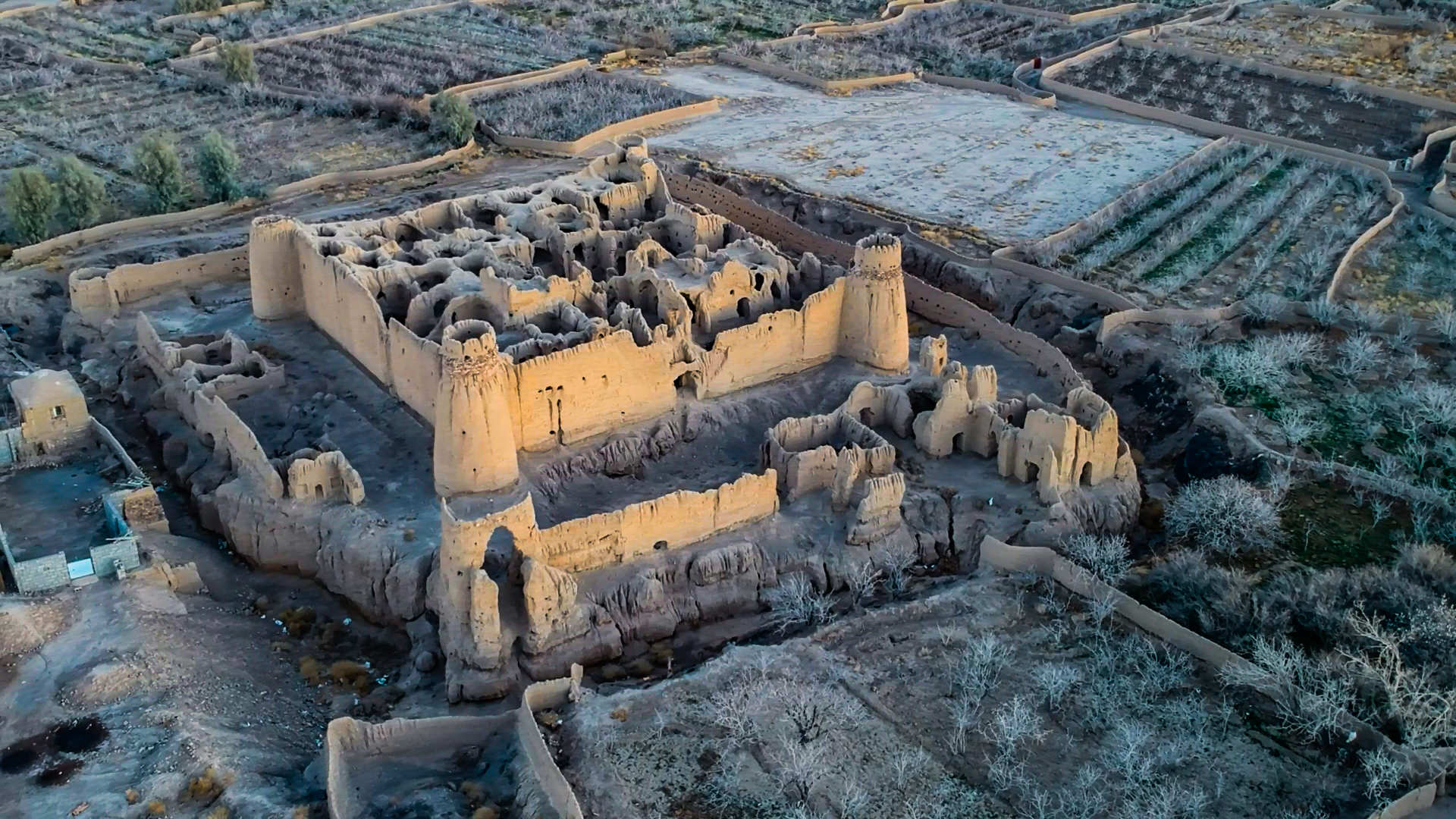
قلعه کهنه شعبجره

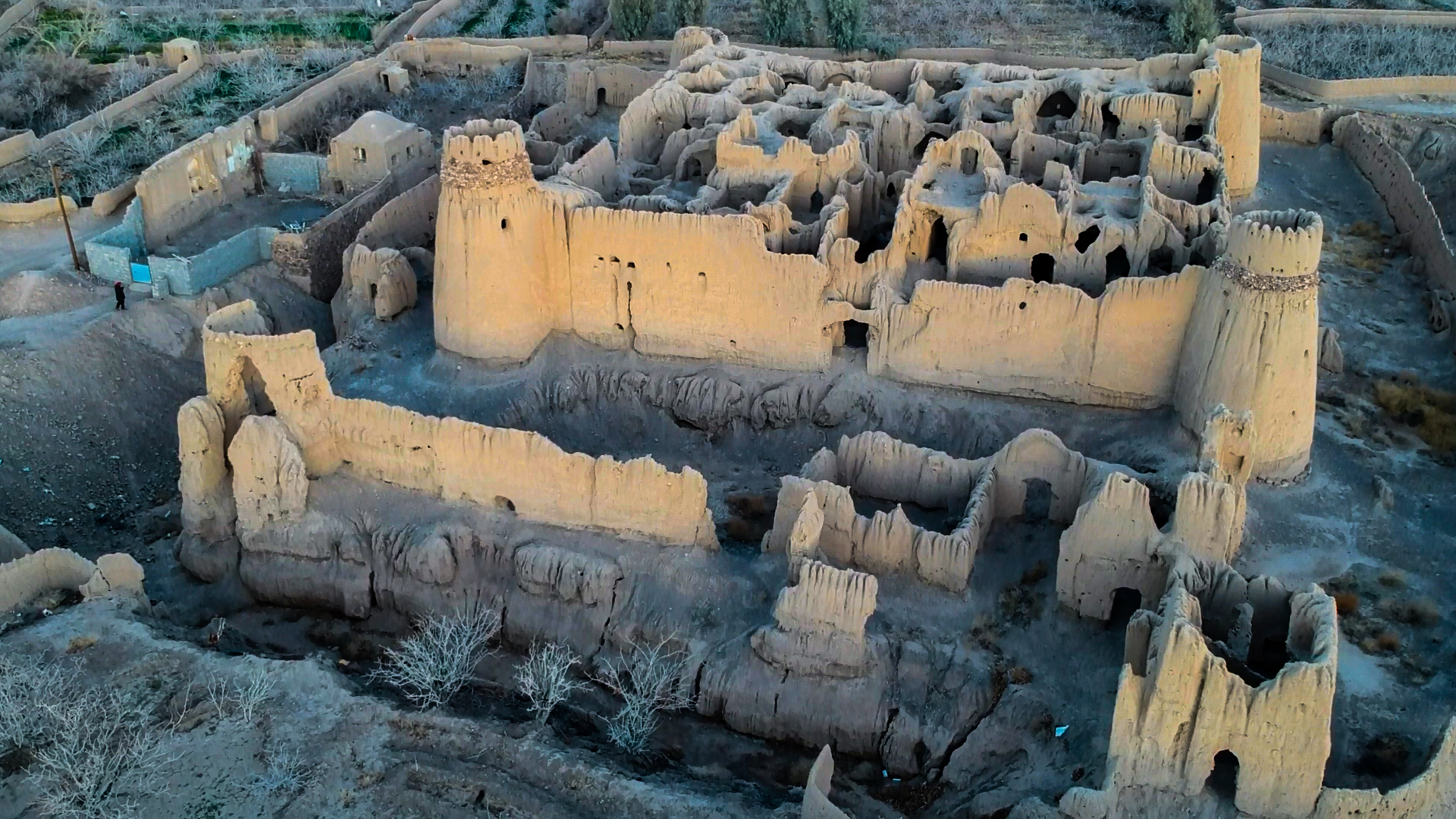
قلعه کهنه شعبجره

قلعه کهنه شعبجره قدمت این بنا مربوط به دوره صفوی  و در حدود ۵۰۰ سال ارزیابی می شود. این قلعه در روستای شعب جره، از توابع بخش یزدان آباد زرند، واقع شده است. این اثر در تاریخ ۲۷ اسفند ۱۳۸۷ با شمارهٔ ثبت ۲۶۲۵۹ به‌عنوان یکی از آثار ملی ایران به ثبت رسیده‌است.